# Gallows
I Gallows sono un gruppo hardcore punk inglese dell'Hertfordshire, formatosi nel 2005. Il loro album di debutto, Orchestra of Wolves, è stato distribuito negli USA dall'etichetta indipendente Epitaph Records. Successivamente firmano un contratto da 1 milione di dollari ad album con la Warner Bros. Records, rescisso dopo l'uscita di Grey Britain
. Nel 2012 è uscito il loro terzo album studio, dal titolo omonimo.

## Storia

### Gli inizi eOrchestra of Wolves(2005-08)
I Gallows si formano nel 2005 dalle ceneri di un precedente gruppo pop punk di Laurent Barnard, i My Dad Joe, insieme a Stuart Gili-Ross dei Winter In June e pubblicano il loro primo album Orchestra of Wolves su In at the Deep End Records. L'album fu notato da Brett Gurewitz dei Bad Religion, che lo pubblicò negli USA su Epitaph Records, con nuove tracce tra cui una reinterpretazione di Nervous Breakdown dei Black Flag. In un'intervista Gurewitz ha definito Orchestra of Wolves uno dei suoi album preferiti del 2007, e lo ha lodato come miglior album hardcore da The Shape of Punk to Come dei Refused.
Il tour della band del 2007, di supporto all'album, include tra le altre tappe il South by Southwest festival, Warped Tour 2007, Download Festival, Taste of Chaos e Reading Festival.
Nel 2007 la band vince il premio di Kerrang! per il Miglior Artista Inglese Esordiente.
Poco dopo il loro singolo In The Belly of a Shark viene incluso su Guitar Hero III: Legends of Rock.
Il terzo singolo della band, Staring at the Rude Bois, una reinterpretazione di un pezzo dei The Ruts, che contiene il featuring del rapper inglese Lethal Bizzle, diviene il primo singolo dei Gallows ad entrare nella Top 40 dei singoli inglese, esordendo al numero 31 il 25 novembre 2007. Nel febbraio dello stesso anno la band pubblica un altro singolo, Just Because You Sleep Next to Me Doesn't Mean You're Safe, il cui video è filmato al locale Emo nel Texas.
Nel gennaio 2008 la Disney non permette alla band di esibirsi alla House of Blues di Anaheim, a quanto si dice, dopo l'ascolto di Orchestra of Wolves.
Nello stesso anno I Gallows contribuiscono all'album tributo agli Iron Maiden Maiden Heaven: A Tribute to Iron Maiden con una reinterpretazione di Wrathchild.
Il 18 agosto 2008, la band ha reso disponibile sul proprio MySpace una nuova traccia intitolata Gold Dust. Il gruppo ha affermato che essa non farà parte del secondo album della band, ma che è ... solo un piccolo regalo per tutti quelli che chiedevano da tempo una nuova canzone dei Gallows.

### Grey Britain(2008-11)
In un'intervista con il New Musical Express, Frank Carter dichiara che è improbabile che la band continui l'attività dopo il 2009 (5 anni di attività):
Nonostante questa dichiarazione, il 5 dicembre 2008 Thrash Hits rivela che il titolo del secondo album sarà Grey Britain. Come riportato su Kerrang!, il nuovo album vede la partecipazione di Simon Neil dei Biffy Clyro alla voce, oltre a vari componenti dei Rolo Tomassi e dei Cancer Bats.
Il secondo album Grey Britain viene pubblicato il 5 maggio 2009 su Warner/Reprise. La produzione è curata da Garth "GGGarth" Richardson.
Dopo aver partecipato per intero al Vans Warped Tour 2009, i Gallows posticipano alcune date in Australia e Nuova Zelanda per fare da band di supporto agli AFI nel loro tour negli USA.
Nel dicembre 2009 il gruppo recide consensualmente il contratto con la Warner Brothers.
Tra la fine di febbraio e i primi di marzo 2010 il gruppo partecipa al Soundwave Festival e al Sonisphere Festival dal 30 luglio al 1º agosto 2010.

### Cambio di formazione eDeath Is Birth(2011-oggi)
Sabato 9 luglio 2011, la band annuncia ufficialmente l'uscita dal gruppo del cantante Frank Carter, che lascerà i Gallows una volta conclusi i concerti estivi in programma. La motivazione è una divergenza tra Carter e gli altri membri del gruppo sugli sviluppi musicali della band. Il nuovo progetto musicale di Carter si chiama Pure Love e si discosta completamente dai Gallows per quanto riguarda lo stile musicale.
Il 9 agosto 2011 la band svela ai fans che a prendere il posto di Carter sarà Wade MacNeil, ex voce degli Alexisonfire.
Appena tre settimane dopo, il 30 agosto, viene distribuita in free download sul web la traccia "True Colors", la prima canzone con il nuovo cantante. Il 5 dicembre esce l'EP Death Is Birth, che contiene tre nuove tracce, oltre a True Colors. Il disco esce per l'etichetta Thirty Days of Night, per la quale la band aveva già registrato uno split album con i November Coming Fire.
Il 10 settembre 2012 esce il terzo disco della band, chiamato semplicemente "Gallows" è il primo disco con Wade MacNeil alla voce, è l'ultimo con Steph Carter alla chitarra, che lascerà la band a inizio 2013 per concentrarsi sull'altra sua band, i The ghost riders in the sky.

## Discografia
Album in studio
- 2006 - Orchestra of Wolves (In at the Deep End), (Epitaph Records) (USA)
- 2009 - Grey Britain (Warner Bros. Records)
- 2012 - Gallows (Venn Records)
- 2015 - Desolation Sounds (Venn Records)

EP
- 2007 - Gallows/November Coming Fire Split 7" (Thirty Days of Night)
- 2011 - Death is Birth (Thirty Days of Night)

Singoli
- 2007 - Abandon Ship
- 2007 - In the Belly of a Shark
- 2007 - Staring at the Rude Bois
- 2008 - Just Because You Sleep Next to Me Doesn't Mean You're Safe
- 2009 - The Vulture (Acts I & II)

Demo
- 2007 - Demo 2005

## Componenti

### Attuali
- Wade MacNeil - voce (2011 - oggi)
- Stuart Gili-Ross - basso (2005 - oggi)
- Lee Barratt -batteria (2005 - oggi)
- Laurent "Lags" Barnard - chitarra, voce d'accompagnamento (2005 - oggi)

### Ex-componenti
- Frank Carter - voce (2005 - 2011)
- Steph Carter - chitarra (2005 -2013)